# 屋頂稜鏡

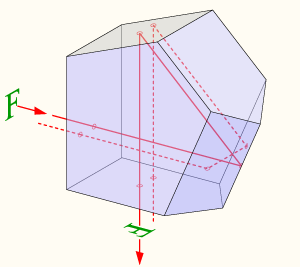
用於單眼反光相機的五稜鏡，右下角的平面是屋頂型。

屋頂稜鏡（英語：roof prism）通常就是能經由反射作用將光線行進方向只是單純的改變90 °的光學稜鏡的總稱或代名詞。經由兩個平面反射和翻轉的圖像會在光軸上交會並向側面翻轉。
單獨的普羅稜鏡是型式最簡單的屋頂稜鏡，但他最常被用到的情況（雙筒望遠鏡內的雙普羅稜鏡結構）並沒有利用到屋頂稜鏡的特性。
其他常見的屋頂稜鏡有阿米西屋頂稜鏡、阿貝-柯尼稜鏡、施密特-別漢稜鏡和五稜鏡。